# Mera
Mera是中国流行音乐女子偶像厂牌，为麦锐娱乐推出的首支团体，现成员包括泽雨、芮萌、星妤、昱杨。2017年8月16日出道，出道时由泽雨、紫寧 、心雨、芮萌、Blair五位成员组成。团名取自代表麦锐娱乐（Mavericks）的“M”和代表“时代”的“Era”结合，同时M也可以解释为Me，象征着“我的时代”。2017年7月15日首次公开，8月3日发行首张单曲《Hello 梦想》，8月16日举办出道发布会，正式出道。2018年8月15日，组合升级为女子偶像厂牌，在三名原成员泽雨、芮萌、Blair的基础上，增加星妤、昱杨两名新成员。

## 经历

### 2017年：出道，首张EP《天生》
2017年6月1日，麦锐娱乐宣布旗下女团计划，并开始逐个公开成员。7月15日，Mera组合官方微博开启，首次公开组合名称。7月19日-8月1日，公开五位成员的世界城市主题预告视频；8月3日，公开首支单曲《Hello 梦想》的音源和MV。
8月8日，首张EP同名主打曲《天生》音源公开；8月16日，组合在北京糖果Live举办出道发布会，正式出道；8月19日，在全球中文音乐榜上榜带来首个公开放送舞台；8月22日，《天生》正式版MV公开。8月31日，包含3首曲目的首张EP实体专辑在音悦商城开售。9月5日，《The Brightest Diamond》音源与MV同时公开。
11月23日，在北京T House举办出道100天见面会，同日公开第四首单曲《陪在我身边》。
12月22日，第五首单曲《冬日的奇迹》音源与MV同日发行。该曲由Amber（f(x)）和宋枝恩（前Secret）参与作曲，并同时公开Mera成员亲自作词的中文版，和刘逸云作词的英文版。
9月23日-12月28日，作为中国大学生音乐节的形象推广大使，参与12场全国校园巡演。其中南京站的暴雨中真唱演出，在视频网站引起话题，现场饭拍视频在Bilibili获得共计超过33万的播放量。

### 2018年：三人参与《创造101》、概念升级与成员变动
2018年3月末起，紫宁、芮萌、Blair三人参与腾讯视频制作的偶像选秀节目《创造101》。节目于4月21日开播，三人分别得到第7名、80名、75名的成绩。
5月19日，Blair参与《中国新说唱》节目海选。
6月23日，《创造101》总决赛中，紫宁以第7名的成绩，成功进入前11名行列，以火箭少女101成团出道。两年内，紫宁将以火箭少女101成员活动，不再参与Mera的行程，Mera以四人体制进行活动。
8月9日，麦锐娱乐同乐华娱乐联合发布声明，表示已于8月7日向火箭少女101项目组发函，单方面提前终止合作，紫宁退出火箭少女101。其后，火箭少女101的经纪公司海南周天于9日、14日、15日三次发出公告，重申其拥有火箭少女101成员两年内的独家经纪权，表示已提出对解约成员的法律诉讼，且禁止退团成员自行接洽任何商业合作。
8月15日，组合升级为女子偶像厂牌，在三名原成员泽雨、芮萌、Blair的基础上，增加星妤、昱杨两名新成员，其中星妤是麦锐娱乐的公开练习生；旧成员心雨、紫宁的安排未知。

## 成员
| 艺名     | 英文名   | 本名     | 出生日期 出生地               | 担当         | 相关团体与发展                            |
| 现任成员 | 现任成员 | 现任成员 | 现任成员                      | 现任成员     | 现任成员                                  |
| -------- | -------- | -------- | ----------------------------- | ------------ | ----------------------------------------- |
| 泽雨     | Ciel     | 谌泽雨   | 1995年9月6日 · 中国湖南       | 队长、主唱   | 《下一站傳奇》                            |
| 芮萌     | Mirichy  | 张芮萌   | 1997年7月16日 · 中国辽宁大连  | 主持         | 《创造101》                               |
| 王一桥   | Blair    | 王一桥   | 1998年10月30日 · 中国四川成都 | Rapper、舞蹈 | 《创造101》 《中国新说唱》 《创造营2020》 |
| 星妤     | Shalldy  | 和星妤   | 1998年7月20日                 | 舞蹈         |                                           |
| 昱杨     | Jamie    | 周昱杨   | 1997年9月26日 · 中国四川      |              |                                           |
| 过往成员 |          |          |                               |              |                                           |
| 紫宁     | Winnie   | 张紫宁   | 1996年3月9日 · 中国四川成都   | 主唱、才气   | 《创造101》 火箭少女101                   |
| 心雨     | Una      | 朱心雨   | 1997年2月27日 · 中国河南新乡  | 门面         |                                           |

## 音乐作品
| 类型 | 资料                                                                              | 曲目                                                  |
| ---- | --------------------------------------------------------------------------------- | ----------------------------------------------------- |
| EP   | 首张EP《天生》 - 发行日期：2017年8月31日 - 语言：中文 - 格式：CD                  | 1. 天生 2. The Brightest Diamond (钻石) 3. Hello 梦想 |
| 单曲 | 第四张单曲《陪在你身边》 - 发行日期：2017年11月23日 - 语言：中文 - 格式：线上音源 | 1. 陪在你身边                                         |
| 单曲 | 第五张单曲《冬日的奇迹》 - 发行日期：2017年11月23日 - 语言：中文 - 格式：线上音源 | 1. 冬日的奇迹 (中文版) 2. Miracles of Winter (英文版) |

## 影视作品

### 综艺节目
| 日期                            | 播出平台 | 节目                  | 期数   | 成员                                       |
| ------------------------------- | -------- | --------------------- | ------ | ------------------------------------------ |
| 2017年11月19日 - 2017年11月20日 | 腾讯视频 | 不可思议的妈妈 第一季 | 9、10  | 紫宁、Blair                                |
| 2018年3月10日                   | 浙江卫视 | 异口同声 第一季       | 4      | 泽雨、心雨、芮萌、Blair                    |
| 2018年4月21日 - 2018年6月23日   | 腾讯视频 | 创造101               | 全期数 | 紫宁（全期数） 芮萌、Blair（第四期中淘汰） |